# Кристиан (Лигница-Бриг)
Кристиан фон Лигница-Бриг (на немски: Christian von Liegnitz-Brieg; на чешки: Kristián Břežsko-Lehnický; на полски: Chrystian legnicki; * 9 април 1618, Олава; † 28 февруари 1672, Олава) от клон Лигница на рода на Силезийските Пясти, е херцог на Бриг заедно с братята му (1639 – 1653), от 1653 г. сам херцог на Олава и Волов и след смъртта на братята му от 1654 г. сам херцог на Легница/Лигница, Бриг, Волов/Волау и Олава.

## Живот
Син е на херцог Йохан Кристиан фон Бриг (1591 – 1639) и съпругата му маркграфиня на Доротея Сибила фон Бранденбург (1590 – 1625) от род Хоенцолерн, дъщеря на курфюрст Йохан Георг фон Бранденбург (1525 – 1598) и третата му съпруга Елизабет фон Анхалт (1563 – 1607). Баща му Йохан Кристиан се жени втори път на 13 септември 1626 г. за 15-годишната Анна Хедвиг фон Зицш (1611 – 1639). Брат е на Георг III (1611 – 1664), херцог на Лигница (Легница), и Лудвиг IV (1616 – 1663), херцог на Легница, и полубрат на Август (1627 – 1679), фрайхер на Легница 1628, граф на Легница 1664), и на Зигмунд (1632 –1664), фрайхер на Легница.
От 1639 до 1653 г. Кристиан е херцог на Бриг заедно с братята си Георг III и Лудвиг IV. През 1653 г. братята наследяват херцогството Легница с Волау от умрелия им бездетен чичо херцог Георг Рудолф и разделят собствеността. След подялбата през 1653 г. Кристиан получава Олава/Олау и Волов/Волау, Лудвиг получава Легница, Георг получава Бжег/Бриг.
През 1648 г. Кристиан е приет в литературното общество „Fruchtbringende Gesellschaft“.
Кристиан наследява братята си Лудвиг IV и Георг III. Той умира на 28 февруари 1672 г. и е погребан в църквата „Св. Ян“ в Легница. Вдовицата му Луиза фон Анхалт-Десау получава като вдовишка резиденция град Олава/Олау.
- Дворец Лигниц
- Дворец Бриг
- Дворец Волау
- Олау ок. 1750

## Фамилия
Кристиан фон Лигница-Бриг се жени на 14 ноември 1648 г. в Десау за принцеса Луиза фон Анхалт-Десау (* 10 февруари 1631, Десау; † 25 април 1680, Олау), дъщеря на княз Йохан Казимир фон Анхалт-Десау (1596 – 1660) и ландграфиня Агнес фон Хесен-Касел (1606 – 1650). Те имат четири деца:
- Каролина Шарлота (* 2 декември 1652, Бриг; † 24 декември 1707, Вроцлав), последна херцогиня от тази фамилия, омъжена тайно на 14 юли 1672 г. в дворец Бриг (развод 1680) за херцог Фридрих фон Шлезвиг-Холщайн-Зондербург-Визенбург (* 2 февруари 1651; † 7 октомври 1724)
- Лудвика/Луиза (* 28 юли 1657, Олава; † 6 февруари 1660, Олава)
- Георг Вилхелм (* 29 септември 1660, дворец Олау; † 21 ноември 1675, дворец Бриг), херцог на Лигница, Бриг и Волау (1672 – 1675), последен от тази фамилия
- Кристиан Лудвиг (* 15 януари 1664; † 27 февруари 1664)